# Cala Culip
La cala Culip és una petita badia del municipi de Cadaqués (Alt Empordà), situada al Parc Natural del Cap de Creus. Orientada al nord, és la primera cala del mar d'Amunt, nom que rep el litoral al nord del Cap de Creus. Està separada de la Cala Jugadora per l'istme del Cap de Creus. Dins de la cala hi ha la platja dels Pescadors i la platja es Gentils. Sota les aigües de la cala hi ha un cementiri amb restes de naufragis de vaixells fenicis, grecs i romans, doncs la cala era una trampa en cas de mal temps, ja que es troba ben plena d'esculls rocallosos i rep amb tota la força els embats del vent de tramuntana.
El nom de la cala, que abans es coneixia com a Calipo, és probable que tingui relació amb la Calipso que va enamorar a Odisseu, personatges de la mitologia grega.
En aquest paisatge es va inspirar Salvador Dalí per algunes de les seves obres, com El gran masturbador.